# Partido da Justiça (Coreia do Sul)
O Partido da Justiça (em coreano: 정의당; hanja: 正義黨; RR: Jeonguidang; McCune-Reischauer: Chŏngŭidang) é um partido político social-democrata da Coreia do Sul. Foi fundado em 21 de outubro de 2012, quando se separou do Partido Progressista Unificado. É descrito como estando entre a centro-esquerda e a esquerda no espectro político convencional.

## História
O Partido da Justiça Progressiva mudou seu nome para Partido da Justiça no segundo congresso do partido em 16 de julho de 2013. Em 22 de novembro de 2015, no seu quarto congresso, se fundiu oficialmente com o Comitê Preparatório do Partido Popular, a Coalizão de Políticas Trabalhistas e recebeu filiação de membros do Partido Trabalhista, após moções para fundir o partido com o Partido da Justiça falharem.
Após a fusão, Na Gyung-che, ex-líder do Partido Trabalhista, e Kim Se-kyun, líder do Comitê Preparatório do Partido Popular, foram elevados a cargos de co-liderança, enquanto Sim Sang-jung permaneceu como líder permanente. Kim Se-kyun deixou o cargo de co-diretor em setembro de 2016.
Nas eleições legislativas de abril de 2016, o partido aumentou seu total de assentos, com Roh Hoe-chan sendo eleito para o distrito eleitoral de Seongsan na cidade de Changwon. O partido conquistou 7,2% da lista de eleitores do partido, obtendo seis legisladores na Assembleia Nacional.
Nas eleições presidenciais de 2017, Sim Sang-jung concorreu como candidata do partido depois de vencer as primárias. Sim foi endossado pela Confederação Coreana de Sindicatos e fez campanha sobre questões trabalhistas e sociais, inclusive sendo o única candidata a apoiar o casamento entre pessoas do mesmo sexo na Coreia do Sul. Sim obteve 6,2% dos votos, tornando-se a presidenciável de esquerda mais bem-sucedida desde a democratização do país em 1987.
Em julho de 2017, com o mandato de liderança de dois anos de Sim chegando ao fim, o partido elegeu o membro da Assembleia Nacional, Lee Jeong-mi, como o novo líder.
Em 31 de março de 2018, o partido confirmou sua decisão de formar um grupo parlamentar com o Partido por Democracia e Paz, sob o nome de Grupo de Deputados da Paz e Justiça. O grupo parlamentar foi registrado oficialmente em 2 de abril. O vice-líder do partido, Roh Hoe-chan, foi eleito para liderar o grupo parlamentar na Assembleia Nacional. Porém, a morte abrupta de Roh Hoe-chan em 23 de julho de 2018 resultou na dissolução automática do grupo parlamentar.
Em julho de 2019, Sim Sang-jung foi eleita para um segundo mandato não consecutivo como líder do partido.

## Posição política
O Partido da Justiça advoga abertamente pela social-democracia. Contrário ao conservadorismo social, o partido tem uma postura progressista em relação ao feminismo e aos direitos dos LGBT+. Seus principais políticos são críticos do Partido Democrático da Coreia, mas têm uma visão bastante favorável do liberalismo moderno dos EUA e de Joe Biden.
O partido propõe políticas econômicas mais moderadas do que os populistas do Partido Democrático da Coreia e é mais favorável ao trabalhismo. Valoriza a responsabilidade fiscal e tributação progressiva como forma de financiar a expansão do bem-estar social. Além disso, se opõe à renda básica universal.
O partido pede o fim do desenvolvimento irrestrito, buscando o desenvolvimento sustentável e a justiça climática. Também é a favor do bem-estar animal. Apoia desenvolvimento de energia renovável, tendo em vista acabar com a dependência do petróleo e carvão. É contra a energia nuclear como alternativa e defende o fechamento de antigas usinas nucleares e a interrupção da construção de novas usinas.
Com relação a Coreia do Norte, o partido acredita que a paz na Península Coreana é uma questão primordial, rejeita a hegemonia de um dos lados e insiste em uma abordagem com base nos valores dos direitos humanos universais, em vez de uma abordagem de apaziguamento incondicional.
Em 28 de setembro de 2020, Sim Sang-jung, expressou uma visão crítica da política conciliatória do Partido Democrático da Coreia em relação à Coreia do Norte com base no nacionalismo coreano, dizendo: "Alguns do partido no poder priorizam as relações inter-coreanas sobre a vida de nosso povo, e isso deve ser corrigido".

## Resultados eleitorais

### Eleições presidenciais
| Ano  | Candidato(a)  | Cl. | Votos     | %          | Resultado  |
| ---- | ------------- | --- | --------- | ---------- | ---------- |
| 2017 | Sim Sang-jung | 5.º | 2,017,458 | 6,17 / 100 | Não eleita |
| 2022 | Sim Sang-jung | 3.° | 803,358   | 2,38 / 100 | Não eleita |

### Eleições legislativas
| Ano  | M. Uninominal | M. Uninominal | M. Uninominal | M. Proporcional | M. Proporcional | M. Proporcional | Deputados |
| Ano  | Cl.           | Votos         | %             | Cl.             | Votos           | %               | Deputados |
| ---- | ------------- | ------------- | ------------- | --------------- | --------------- | --------------- | --------- |
| 2016 | 4.º           | 395,357       | 1,6 / 100     | 4.º             | 1,719,891       | 7,2 / 100       | 6 / 300   |
| 2020 | 3.°           | 492,100       | 1,7 / 100     | 3.°             | 2,697,956       | 9,7 / 100       | 6 / 300   |